# Sika AG
Sika AG é uma empresa multinacional suíça de especialidades químicas que fornece para as indústrias de construção e veículos automotores, a empresa desenvolve e produz sistemas e produtos para colagem, vedação, amortecimento, reforço e proteção.
A companhia tem operações na Europa, Américas, África e Ásia, sua sede fica em Baar na Suíça.

## História
A Sika foi fundada em 1910 por Kaspar Winkler, inicialmente com produtos para proteção de granito e impermeabilização de argamassas. O grande marco da empresa veio em 1918, quando a Sika foi escolhida para impermeabilizar os túneis dos Caminhos de Ferro Federais Suíços, tornando-se seu primeiro grande projeto de referência.
Durante os anos seguintes, a Sika se expandiu internacionalmente, com subsidiárias na Alemanha, Inglaterra, Itália e França, e expandiu sua presença para outros continentes antes da Segunda Guerra Mundial. A partir da década de 1970, a empresa passou por mudanças de liderança, com Romuald Burkard assumindo a direção e a Sika se tornando uma corporação integrada, listada na Bolsa Suíça.
Nos anos 90 foram de desafios para a empresa, mas superou a crise ao focar em seus negócios principais e abandonar operações menos lucrativas. A partir de 2000, a Sika se consolidou em áreas chave como vedação, adesão e proteção.
Em 2010, a Sika celebrou seu centenário, destacando sua trajetória de inovação e liderança no setor de químicos para construção, com presença em mercados globais e diversas conquistas em grandes projetos, como o metrô de Dubai, onde 58,7 km de trilhos elevados em túneis revestidos com 53.000 elementos de tubo pré-fabricados. A empresa continuou a crescer com aquisições estratégicas, como a Everbuild e que é o principal fabricante de selantes e adesivos do Reino Unido, e a JMTexsa e que é líder na fabricação de membranas impermeabilizantes no México, ambas compradas em 2013 e que expandiram ainda mais sua linha de produtos.Em janeiro de 2019 adquiriu a companhia francesa de produtos para construção Parex por 2.6 bilhões de dólares, a aquisição foi concluída em junho de 2019, a Parex tinha faturamento anual de 1.2 bilhão de francos suíços e esta compra ampliou a liderança da Sika no ramo de química para produtos usados em construções.

## Sika no Brasil
No Brasil, a empresa começou a operar em 1934 no Rio de Janeiro, na década de 1990 transferiu a sede da filial brasileira para São Paulo e em 2024 completou 90 anos de atividades no país e com diversas unidades industriais em operação sendo elas em: Aparecida de Goiânia, Belém, Cravinhos, Curitiba, Jandira, Joinville, Lençóis Paulista, Manaus, Osasco, Pedro Leopoldo, Porto Alegre, Recife, Rio de Janeiro, Salvador e São Luís.
A primeira fabrica no Brasil foi também a primeira da América Latina e 7ª inaugurada em todo o mundo pela Sika.
Entre grandes obras de infraestrutura no Brasil que usaram os produtos da Sika estão o Cristo Redentor, Usina Hidrelétrica de Belo Monte, Usina Hidrelétrica Santo Antônio, obras de linhas nos sistemas de metrôs de São Paulo e de Fortaleza.
| Year          | 2020    | 2021    | 2022     | 2023     | 2024     |
| ------------- | ------- | ------- | -------- | -------- | -------- |
| Faturamento   | 7.878,5 | 9.252,3 | 10.491,8 | 11.239,6 | 11.763,1 |
| Lucro líquido | 825,1   | 1.048,5 | 1.162,5  | 1.062,6  | 1.247,6  |
| Ativos        | 9.794,0 | 9.706,8 | 10.319,2 | 11.049,2 | 15.977,2 |
| Empregados    | 24.848  | 27.059  | 27.708   | 33.547   | 34.476   |